# Shallow Grave (album)
Shallow Grave is het eerste studioalbum van de Zweedse singer-songwriter The Tallest Man on Earth (alias Kristian Mattson). Het werd in Zweden uitgebracht op 5 maart 2008 en in de Verenigde Staten op 1 september 2008. Van het album werd een beperkte oplage op 12" vinyl uitgegeven. Mattson werd in betrekkelijk veel recensies van dit album vergeleken met de Amerikaanse singer-songwriter Bob Dylan. Het nummer "Pistol Dreams", dat werd gebruikt in de soundtrack van de film Upp Till Kamp, werd op 15 augustus 2007 als eerste single uitgebracht. Het album werd over het algemeen positief ontvangen, met 4,5 sterren (door Allmusic) en een 8,3 (door Pitchfork): 

An immensely impressive and likable debut.

(Een immens indrukwekkend en aangenaam debuut.)
— K. Ross Hoffman

Het liedje "Where Do My Bluebird Fly" werd gebruikt in de vierde aflevering van de Britse televisieserie Beaver Falls.

## Composities
Alle muziek en teksten zijn geschreven door K. Mattson. 
| 1.                 | I Won't Be Found                           | 2:47 |
| 2.                 | Pistol Dreams                              | 3:34 |
| 3.                 | Honey Won't You Let Me In                  | 2:56 |
| 4.                 | Shallow Grave                              | 2:37 |
| 5.                 | Where Do My Bluebird Fly                   | 3:17 |
| 6.                 | The Gardener                               | 3:56 |
| 7.                 | The Blizzard's Never Seen the Desert Sands | 2:01 |
| 8.                 | The Sparrow and the Medicine               | 3:06 |
| 9.                 | Into the Stream                            | 2:47 |
| 10.                | This Wind                                  | 3:25 |
| Totale duur: 30:26 |                                            |      |